# Clé 2: Yellow Wood
Clé 2: Yellow Wood – pierwszy specjalny album i piąty minialbum południowokoreańskiej grupy Stray Kids, wydany 19 czerwca 2019 roku przez JYP Entertainment. Album składa się z trzech nowych utworów, w tym singla „부작용 (Side Effects)” i czterech utworów „Mixtape”, dostępnych wcześniej tylko na fizycznych wydaniach poprzednich czterech minialbumów, 

## Lista utworów
| CD | CD                                                                                            | CD                                                  | CD                                            | CD                          | CD      |
| Nr | Tytuł utworu                                                                                  | Tekst                                               | Kompozycja                                    | Aranżacja                   | Długość |
| -- | --------------------------------------------------------------------------------------------- | --------------------------------------------------- | --------------------------------------------- | --------------------------- | ------- |
| 1. | „Balbhin jeok omneun gil” (kor. 밟힌 적 없는 길, ang. A road that has never been trampled on) | Bang Chan (3Racha), Changbin (3Racha), Han (3Racha) | Matthew Tishler, Andrew Underberg, Crash Cove | Matthew Tishler, Crash Cove | 1:36    |
| 2. | „bujag-yong” (kor. 부작용, ang. Side Effects)                                                 | Bang Chan (3Racha), Changbin (3Racha), Han (3Racha) | Bang Chan, Changbin, Han, Tak, 1Take          | Tak, 1Take                  | 3:14    |
| 3. | „Byeolsaenggak” (kor. 별생각, ang. Particular thought)                                        | Bang Chan, Changbin, Han                            | Bang Chan, Changbin, Han, Time, Grvvity       | Time, Grvvity               | 3:27    |
| 4. | „Mixtape #1”                                                                                  | Stray Kids                                          | Bang Chan, Changbin, Han                      | collapsedone                | 4:13    |
| 5. | „Mixtape #2”                                                                                  | Stray Kids                                          | Stray Kids                                    | Bang Chan                   | 4:52    |
| 6. | „Mixtape #3”                                                                                  | Stray Kids                                          | Stray Kids                                    | Bang Chan, Doplamingo       | 4:18    |
| 7. | „Mixtape #4”                                                                                  | Stray Kids                                          | Stray Kids                                    | Bang Chan, Versachoi        | 3:51    |

## Notowania
| Lista                               | Pozycja |
| ----------------------------------- | ------- |
| Gaon Weekly Album Chart             | 2       |
| Oricon Weekly Album Chart (Japonia) | 17      |
| Polish Albums (ZPAV)                | 12      |
| World Albums (Billboard)            | 9       |

## Sprzedaż
| Kraj             | Sprzedaż |
| ---------------- | -------- |
| Japonia          | 3379+    |
| Korea Południowa | 237 084+ |